# Elezioni politiche in Italia del 1994
Le elezioni politiche in Italia del 1994 per il rinnovo dei due rami del Parlamento Italiano – la Camera dei deputati e il Senato della Repubblica – si tennero domenica 27 e lunedì 28 marzo 1994. Furono le prime in assoluto nella storia repubblicana a svolgersi a soli due anni dalla precedente tornata elettorale. Si votò, con un nuovo sistema elettorale, in due giornate, per venire incontro alle richieste delle comunità ebraiche, che il 27 celebravano la Pasqua.

## Sistema di voto
Le elezioni politiche del 1994 si tennero con un nuovo sistema di voto noto come legge Mattarella e introdotto con l'approvazione delle leggi 4 agosto 1993 n. 276 e n. 277, che davano seguito al referendum del 18 aprile 1993. La legge prevedeva per l'elezione della Camera dei deputati e del Senato della Repubblica un sistema elettorale misto: maggioritario a turno unico per la ripartizione del 75% dei seggi parlamentari unito e, per il rimanente 25% dei seggi, al recupero proporzionale dei più votati non eletti per il Senato (attraverso un meccanismo di calcolo denominato «scorporo») e al proporzionale con liste bloccate e sbarramento del 4% alla Camera. Per la parte maggioritaria, il territorio nazionale venne suddiviso in 475 collegi uninominali per la Camera e in 232 per il Senato. L'attribuzione di questo primo gruppo di seggi avveniva in base a un sistema maggioritario a turno unico (first-past-the-post): veniva eletto parlamentare il candidato che avesse riportato la maggioranza relativa dei suffragi nel collegio. Nessun candidato poteva presentarsi in più di un collegio.
I rimanenti seggi (25%) erano invece assegnati con un metodo proporzionale, funzionante però con meccanismi differenziati fra le due assemblee. Per quanto riguarda la Camera, l'elettore godeva di una scheda elettorale separata per l'attribuzione dei 155 seggi residui, cui accedevano solo i partiti che avessero superato la soglia di sbarramento nazionale del 4%. Il calcolo dei seggi spettanti a ciascuna lista veniva effettuata nel collegio unico nazionale mediante il metodo Hare dei quozienti naturali e dei più alti resti; tali seggi venivano poi ripartiti, in ragione delle percentuali delle singole liste a livello locale, fra le 26 circoscrizioni plurinominali in cui era suddiviso il territorio nazionale, e all'interno delle quali i singoli candidati – che potevano corrispondere a quelli presentatisi nei collegi uninominali – venivano proposti in un sistema di liste bloccate senza possibilità di preferenze. Il meccanismo era però integrato dal metodo dello scorporo, volto a dar compensazione ai partiti minori fortemente danneggiati dall'uninominale: successivamente alla determinazione della soglia di sbarramento, ma antecedentemente al riparto dei seggi, alle singole liste venivano decurtati tanti voti quanti ne erano serviti a far eleggere i vincitori nell'uninominale – cioè i voti del secondo classificato più uno – i quali erano obbligati a collegarsi ad una lista circoscrizionale.
Per quanto riguarda il Senato, gli 83 seggi proporzionali venivano assegnati, secondo il dettato costituzionale, su base regionale. In ogni Regione venivano assommati i voti di tutti i candidati uninominali perdenti che si fossero collegati in un gruppo regionale, ed i seggi venivano assegnati utilizzando il metodo D'Hondt delle migliori medie: gli scranni così ottenuti da ciascun gruppo venivano assegnati, all'interno di essa, ai candidati perdenti che avessero ottenuto le migliori percentuali elettorali. Ancor più che alla Camera, ove lo scorporo era «parziale», lo scorporo «totale» previsto per il Senato faceva funzionare la quota proporzionale di fatto come una quota minoritaria, in aperto contrasto con l'impianto generale della legge elettorale.

### Suddivisione
Il territorio nazionale venne suddiviso in collegi uninominali e circoscrizioni plurinominali  per il proporzionale.

#### Collegi uninominali
Per la Camera dei deputati erano 475 i collegi uninominali, mentre per il Senato furono previsti 232 collegi.

#### Circoscrizioni della Camera dei deputati
Le 26 circoscrizioni della Camera dei deputati erano le seguenti:
- Piemonte 1 (Torino);
- Piemonte 2 (Cuneo, Alessandria, Asti, Novara, Vercelli, Biella e Verbano-Cusio-Ossola);
- Lombardia 1 (Milano);
- Lombardia 2 (Bergamo, Brescia, Como, Sondrio, Varese e Lecco);
- Lombardia 3 (Pavia, Lodi, Cremona e Mantova);
- Trentino-Alto Adige;
- Veneto 1 (Padova, Verona, Vicenza e Rovigo);
- Veneto 2 (Venezia, Treviso e Belluno);
- Friuli-Venezia Giulia;
- Liguria;
- Emilia-Romagna;
- Toscana;
- Umbria;
- Marche;
- Lazio 1 (Roma);
- Lazio 2 (Latina, Frosinone, Viterbo e Rieti);
- Abruzzo;
- Molise;
- Campania 1 (Napoli);
- Campania 2 (Avellino, Benevento, Caserta e Salerno);
- Puglia;
- Basilicata;
- Calabria;
- Sicilia 1 (Palermo, Agrigento, Caltanissetta e Trapani);
- Sicilia 2 (Catania, Messina, Enna, Ragusa e Siracusa);
- Sardegna;
- Valle d'Aosta[3].

#### Circoscrizioni del Senato della Repubblica
Le 20 circoscrizioni del Senato della Repubblica, corrispondenti alle venti regioni italiane, erano le seguenti:
- Piemonte
- Valle d'Aosta
- Lombardia
- Trentino-Alto Adige
- Veneto
- Friuli-Venezia Giulia
- Liguria
- Emilia-Romagna
- Toscana
- Umbria
- Marche
- Lazio
- Abruzzo
- Molise
- Campania
- Puglia
- Basilicata
- Calabria
- Sicilia
- Sardegna

## Quadro politico
Queste elezioni politiche arrivarono dopo alcuni eventi che avevano modificato significativamente il quadro politico italiano.
- Gli avvenimenti storici dei primi anni novanta suscitarono una profonda ridefinizione dei riferimenti identitari di cui i soggetti politici erano portavoce: ciò implicò spinte di rinnovamento sia nelle forze di sinistra che in quelle tendenzialmente moderate.
- Nel 1992 e nel 1993 si era verificata una grave crisi della politica italiana, conseguenza dello scandalo di Tangentopoli e della relativa inchiesta giudiziaria (Mani pulite): la notizia di gravi fatti di corruzione portò a perdite di consenso dei partiti tradizionali che, fino ad allora, avevano esercitato un ruolo predominante nella politica italiana[4].
- Nel 1993, a seguito di un referendum, fu adottata una nuova legge elettorale, chiamata legge Mattarella: il nuovo sistema elettorale era misto maggioritario e proporzionale. Il 75% dei seggi (475 per la Camera, 232 per il Senato) è assegnato tramite un sistema uninominale maggioritario a turno unico; il restante 25% dei seggi (155 per la Camera, 83 per il Senato) tramite un sistema proporzionale. Per il maggioritario, il territorio nazionale è suddiviso in tanti collegi quanti sono i seggi da assegnare: ottiene il seggio il soggetto che, nel relativo collegio, abbia ottenuto la maggioranza relativa dei voti. Per il proporzionale, la distribuzione dei seggi avviene alla Camera su base nazionale, tra le liste che abbiano superato il 4%; al Senato su base regionale, in base ai seggi spettanti a ciascuna regione.

Tutti questi cambiamenti ebbero una tale portata che si arrivò a parlare di «Prima Repubblica» e «Seconda Repubblica».
Dopo una fase di grandi trasformazioni (diaspora socialista, diaspora socialdemocratica, diaspora liberale, diaspora democristiana, diaspora comunista, diaspora missina), i principali soggetti che delinearono il nuovo scenario politico furono:
- Il Partito Democratico della Sinistra, dalle istanze del Partito Comunista Italiano.
- Il Partito Popolare Italiano, dalle istanze della Democrazia Cristiana.
- Forza Italia, che coagulò attorno alla figura di Silvio Berlusconi significative porzioni di elettorato liberale, socialista e democristiano ricollocandolo nell'ambito del centro-destra.
- Alleanza Nazionale, che comprendeva il Movimento Sociale Italiano ed esponenti di destra.[5]

Da sottolineare è inoltre la nascita di alcuni soggetti volti a riassumere in modo trasversale tradizioni politiche differenti.

### Principali coalizioni e forze politiche
| Coalizione | Coalizione | Leader            | Foto |
| ---------- | --- | ----------------- | ---- |
|            | Polo delle Libertà Coalizione composta da: Forza Italia, Lega Nord, Centro Cristiano Democratico, Lista Pannella-Riformatori e altre formazioni minori.                                                                                                  | Silvio Berlusconi |      |
|            | Polo del Buon Governo Coalizione composta da: Forza Italia, Alleanza Nazionale-MSI, Centro Cristiano Democratico e altre formazioni minori. | Silvio Berlusconi |      |
|            | Alleanza dei Progressisti Coalizione composta da: Partito Democratico della Sinistra, Partito della Rifondazione Comunista, Federazione dei Verdi, Partito Socialista Italiano, La Rete, Alleanza Democratica, Cristiano Sociali e Rinascita Socialista. | Achille Occhetto  |      |
|            | Patto per l'Italia Coalizione composta da: Partito Popolare Italiano e dal Patto Segni. | Mariotto Segni    |      |

## Campagna elettorale

Berlusconi durante una convention elettorale a Roma, 28 aprile 1994.

Il 26 gennaio 1994, Silvio Berlusconi annunciò la sua decisione di entrare in politica, presentando un suo partito politico: Forza Italia. Il suo obiettivo politico era quello di convincere gli elettori del Pentapartito, rimasti in uno stato di sconcerto e confusione in seguito agli scandali delle inchieste di Mani pulite, che Forza Italia avrebbe offerto la novità e la continuazione delle politiche filo-occidentali di libero mercato seguite in Italia dopo la fine della Seconda guerra mondiale.
Berlusconi, che nei mesi precedenti al suo ingresso in politica ipotizzava una coalizione con Mino Martinazzoli e Mariotto Segni, lanciò una massiccia campagna di pubblicità elettorale sulle sue tre reti televisive e decise di allearsi con la Lega Nord di Umberto Bossi (che ruppe il preaccordo con i pattisti di Segni), con Alleanza Nazionale (nuovo nome del MSI) e alcune formazioni minori.
Berlusconi vinse le elezioni, ottenendo il 21% dei consensi per Forza Italia, una percentuale più alta di ogni altro partito.
Sul fronte opposto, la sinistra dell'Alleanza dei Progressisti, guidata da Achille Occhetto e reduce dai successi delle comunali del novembre 1993, era composta da due partiti nati dalla dissoluzione del PCI: il Partito Democratico della Sinistra (PDS) e il Partito della Rifondazione Comunista (PRC).
La campagna elettorale fu segnata da inchieste sui candidati politici: il 16 febbraio la Procura di Roma aprì un'indagine su Achille Occhetto, Massimo D'Alema e Marcello Stefanini, tutti esponenti del PDS accusati di finanziamento illecito in seguito a una denuncia presentata da Bettino Craxi (D'Alema controdenunciò Craxi per calunnia), il 10 marzo Silvio Berlusconi attaccò i magistrati di Milano (con l'esclusione di Antonio Di Pietro) che stavano indagando sulle sue aziende e su alcuni collaboratori (tra cui Marcello Dell'Utri) per false fatture e fondi neri. Il 23 marzo due funzionari della DIGOS si presentarono nella sede romana di Forza Italia chiedendo, per conto del magistrato di Palmi, Maria Grazia Omboni, la lista dei candidati alle elezioni: contemporaneamente, a Milano, altri agenti prelevarono l'elenco dei presidenti di tutti i club del partito.
Nel centrodestra si segnalarono alcune fratture interne alla coalizione: Bossi gridava che solo una prevalenza leghista, all'interno del Polo delle Libertà, avrebbe salvaguardato la democrazia, rifiutando la presenza missina, mentre Fini rispose dichiarando: «Io ho i numeri, e un tipo come Bossi al massimo può fare il premier a Gallarate».

## Sondaggi pre-voto
Il 1994 fu per l'Italia la prima volta in cui giornali e televisioni iniziarono a dare un forte risalto ai sondaggi d'opinione, ma l'incertezza in cui versava il paese dopo lo scandalo di Tangentopoli ha fatto sì che molti istituti valutassero l'area degli indecisi molto elevata fino a poche settimane prima del voto.
Le percentuali di persone che non avevano ancora scelto una lista ad appena un mese dalle elezioni era così fotografata dai singoli istituti:
- Directa 60,4%.
- Cirm 28%.
- Doxa 64%.
- Abacus 60%.
- SWG 35%.
- Consulting 50%.
- Diakron 22,9%.

Dopo l'alta deviazione standard, si nota subito come fosse elevata la media registrata: superiore al 45%, troppo per effettuare rilevazioni attendibili. Un'indagine dell'ultimo istituto citato, ad esempio, sovrastimò Forza Italia di 14,5 punti percentuali, ma in generale si riuscì a prevedere la vittoria elettorale delle coalizioni di centrodestra.
Le rilevazioni effettuate all'uscita delle urne dall'istituto Doxa, invece, ebbero un errore statistico medio molto basso, e alle varie coalizioni assegnavano tali risultati:
- Progressisti 32,3%.
- Polo delle Libertà, Alleanza Nazionale, Lista Pannella e Polo del Buon Governo 49,2%.
- Patto per l'Italia 14,7%.
- Altri 8%.

## Risultati

### Camera dei deputati
|                                            | |                                                          |               |               |               |                                              |                            |               |
| Liste                                      | Liste | Liste                                                    | Proporzionale | Proporzionale | Proporzionale | Maggioritario                                | Maggioritario              | Maggioritario |
| Liste                                      | Liste | Liste                                                    | Voti          | %             | Seggi         | Voti                                         | %                          | Seggi         |
|                                            | Polo delle Libertà Polo del Buon Governo • Alleanza Nazionale-MSI • Forza Italia • Centro Cristiano Democratico | Forza Italia (FI)                                        | 8.136.135     | 21,01         | 30            | 8.767.720 5.732.890 2.566.807 679.154 10.772 | 22,77 14,89 6,67 1,76 0,03 | 164 129 8 1 - |
| Alleanza Nazionale-MSI (AN-MSI)            | Polo delle Libertà Polo del Buon Governo • Alleanza Nazionale-MSI • Forza Italia • Centro Cristiano Democratico | 5.214.133                                                | 13,47         | 23            |               | 8.767.720 5.732.890 2.566.807 679.154 10.772 | 22,77 14,89 6,67 1,76 0,03 | 164 129 8 1 - |
| Lega Nord (LN)                             | Polo delle Libertà Polo del Buon Governo • Alleanza Nazionale-MSI • Forza Italia • Centro Cristiano Democratico | 3.235.248                                                | 8,36          | 11            |               | 8.767.720 5.732.890 2.566.807 679.154 10.772 | 22,77 14,89 6,67 1,76 0,03 | 164 129 8 1 - |
| Centro Cristiano Democratico (CCD)         | Polo delle Libertà Polo del Buon Governo • Alleanza Nazionale-MSI • Forza Italia • Centro Cristiano Democratico | 2.646                                                    | 0,01          | -             |               | 8.767.720 5.732.890 2.566.807 679.154 10.772 | 22,77 14,89 6,67 1,76 0,03 | 164 129 8 1 - |
| Totale coalizione                          | Polo delle Libertà Polo del Buon Governo • Alleanza Nazionale-MSI • Forza Italia • Centro Cristiano Democratico | 16.588.162                                               | 42,84         | 64            |               | 8.767.720 5.732.890 2.566.807 679.154 10.772 | 22,77 14,89 6,67 1,76 0,03 | 164 129 8 1 - |
|                                            | Alleanza dei Progressisti • Partito Socialista Italiano • La Rete                                               | Partito Democratico della Sinistra (PDS)                 | 7.881.646     | 20,36         | 38            | 12.632.680 71.751 17.620                     | 32,81 0,19 0,05            | 164 -         |
| Partito della Rifondazione Comunista (PRC) | Alleanza dei Progressisti • Partito Socialista Italiano • La Rete                                               | 2.343.946                                                | 6,05          | 11            |               | 12.632.680 71.751 17.620                     | 32,81 0,19 0,05            | 164 -         |
| Federazione dei Verdi (FdV)                | Alleanza dei Progressisti • Partito Socialista Italiano • La Rete                                               | 1.047.268                                                | 2,70          | -             |               | 12.632.680 71.751 17.620                     | 32,81 0,19 0,05            | 164 -         |
| Partito Socialista Italiano (PSI)          | Alleanza dei Progressisti • Partito Socialista Italiano • La Rete                                               | 849.429                                                  | 2,19          | -             |               | 12.632.680 71.751 17.620                     | 32,81 0,19 0,05            | 164 -         |
| La Rete                                    | Alleanza dei Progressisti • Partito Socialista Italiano • La Rete                                               | 719.841                                                  | 1,86          | -             |               | 12.632.680 71.751 17.620                     | 32,81 0,19 0,05            | 164 -         |
| Alleanza Democratica (AD)                  | Alleanza dei Progressisti • Partito Socialista Italiano • La Rete                                               | 456.114                                                  | 1,18          | -             |               | 12.632.680 71.751 17.620                     | 32,81 0,19 0,05            | 164 -         |
| Totale coalizione                          | Alleanza dei Progressisti • Partito Socialista Italiano • La Rete                                               | 13.298.244                                               | 34,34         | 49            |               | 12.632.680 71.751 17.620                     | 32,81 0,19 0,05            | 164 -         |
|                                            | Patto per l'Italia                                                                                              | Partito Popolare Italiano (PPI)                          | 4.287.172     | 11,07         | 29            | 6.019.038                                    | 15,63                      | 4             |
| Patto Segni                                | Patto per l'Italia                                                                                              | 1.811.814                                                | 4,68          | 13            |               | 6.019.038                                    | 15,63                      | 4             |
| Totale coalizione                          | Patto per l'Italia                                                                                              | 6.098.986                                                | 15,75         | 42            |               | 6.019.038                                    | 15,63                      | 4             |
|                                            | Lista Pannella - Riformatori                                                                                    | Lista Pannella - Riformatori                             | 1.359.283     | 3,51          | -             | 432.666                                      | 1,12                       | -             |
|                                            | Südtiroler Volkspartei (SVP)                                                                                    | Südtiroler Volkspartei (SVP)                             | 231.842       | 0,60          | -             | 188.017                                      | 0,49                       | 3             |
|                                            | Socialdemocrazia per le Libertà (SpL)                                                                           | Socialdemocrazia per le Libertà (SpL)                    | 179.495       | 0,46          | -             | 137.354                                      | 0,36                       | -             |
|                                            | Programma Italia                                                                                                | Programma Italia                                         | 151.328       | 0,39          | -             | 70.447                                       | 0,18                       | -             |
|                                            | Lega Alpina Lumbarda (LAL)                                                                                      | Lega Alpina Lumbarda (LAL)                               | 136.782       | 0,35          | -             | 2.012                                        | 0,01                       | -             |
|                                            | Lega Autonomia Veneta (LAV)                                                                                     | Lega Autonomia Veneta (LAV)                              | 103.764       | 0,27          | -             | 78.214                                       | 0,20                       | -             |
|                                            | Lega d'Azione Meridionale (LAM)                                                                                 | Lega d'Azione Meridionale (LAM)                          | 59.873        | 0,15          | -             | 46.820                                       | 0,13                       | 1             |
|                                            | Vallée d'Aoste - Autonomie Progrès Fédéralisme (VdA-APF)                                                        | Vallée d'Aoste - Autonomie Progrès Fédéralisme (VdA-APF) | N.D.          | N.D.          | N.D.          | 43.700                                       | 0,11                       | 1             |
|                                            | Altre liste | Altre liste                                              | 513.134       | 1,33          | -             | 1.006.496                                    | 2,61                       | -             |
| Totale                                     | Totale | Totale                                                   | 38.720.893    |               | 155           | 38.504.158                                   |                            | 475           |
| 1. 2. 3. 4.                                | |                                                          |               |               |               |                                              |                            |               |

### Senato della Repubblica
|        |                                                         |            |        |       |  |  |
| Liste  | Liste                                                   | Voti       | %      | Seggi |  |  |
|        | Alleanza dei Progressisti                               | 10.881.320 | 32,90  | 122   |  |  |
|        | Polo delle Libertà                                      | 6.570.468  | 19,87  | 82    |  |  |
|        | Patto per l'Italia                                      | 5.519.090  | 16,69  | 31    |  |  |
|        | Polo del Buon Governo                                   | 4.544.573  | 13,74  | 64    |  |  |
|        | Alleanza Nazionale-MSI                                  | 2.077.934  | 6,28   | 8     |  |  |
|        | Lista Pannella - Riformatori                            | 767.765    | 2,32   | 1     |  |  |
|        | Partito Pensionati                                      | 250.637    | 0,76   | 0     |  |  |
|        | Lega Alpina Lumbarda (LAL)                              | 246.046    | 0,74   | 1     |  |  |
|        | Südtiroler Volkspartei (SVP)                            | 217.137    | 0,66   | 3     |  |  |
|        | Forza Italia-Centro Cristiano Democratico               | 149.965    | 0,45   | 1     |  |  |
|        | Lega Autonomia Veneta                                   | 165.370    | 0,50   | 0     |  |  |
|        | Partito Socialista Italiano                             | 103.490    | 0,31   | 0     |  |  |
|        | Verdi Federalisti                                       | 100.418    | 0,30   | 0     |  |  |
|        | Partito Sardo d'Azione                                  | 88.225     | 0,27   | 0     |  |  |
|        | Partito della Legge Naturale                            | 86.579     | 0,26   | 0     |  |  |
|        | Socialdemocrazia per le Libertà                         | 80.264     | 0,24   | 0     |  |  |
|        | Programma Italia                                        | 78.569     | 0,24   | 0     |  |  |
|        | La Lega di Angela Bossi                                 | 72.455     | 0,22   | 0     |  |  |
|        | Verdi Verdi (VV)                                        | 68.218     | 0,21   | 0     |  |  |
|        | Vallée d'Aoste - Autonomie Progrès Fédéralisme (VA-APF) | 27.493     | 0,08   | 1     |  |  |
|        | Altri                                                   | 978.533    | 3,02   | 0     |  |  |
| Totale | Totale                                                  | 33.074.549 | 100,00 | 315   |  |  |

## Ripartizione dei seggi
| Ripartizione dei seggi (da sinistra a destra): Rifondazione Comunista (38, in rosso scuro); Partito Democratico della Sinistra (114, in rosso); Partito Socialista Italiano (16, in rosa scuro); Federazione dei Verdi (11, in verde acceso); Alleanza Democratica (17, in arancio); La Rete (8, in fucsia); Cristiano Sociali (7, in rosso bordato di verde scuro); Partito Popolare Italiano (33, in azzurro); Patto Segni (14, in giallo); Südtiroler Volkspartei (3, in nero); Vallée d'Aoste (1, in azzurro chiaro); Lista Pannella (6, in giallo bordato di nero); Centro Cristiano Democratico (27, in azzurro); Forza Italia (107, in celeste); Lega Nord (117, in verde scuro); Alleanza Nazionale (109, in blu scuro); Lega d'Azione Meridionale (1, in nero). |                     |                     |                     |                     |                     |             |          |        |
| Partiti | Camera dei deputati | Camera dei deputati | Camera dei deputati | Camera dei deputati | Camera dei deputati | Senato      | Senato   | Senato |
| Partiti | Proporzionale       | Maggioritario       | Maggioritario       | Totale              | +/-                 | Totale      | Totale   | +/-    |
| Forza Italia | 32 (26 FI, 6 CCD)   | 44 PdL              | 81                  | 107                 | 107                 | 19 PdL      | 34       | 34     |
| Forza Italia | 32 (26 FI, 6 CCD)   | 37 PdBG             | 81                  | 107                 | 107                 | 14 PdBG     | 34       | 34     |
| Forza Italia | 32 (26 FI, 6 CCD)   | 1 FI-CCD            | 81                  | 107                 | 107                 |             | 34       | 34     |
| Alleanza Nazionale - MSI | 22                  | 8 AN-MSI            | 87                  | 109                 | 75 ·                | 8 AN-MSI    | 48       | 32 ·   |
| Alleanza Nazionale - MSI | 22                  | 79 PdBG             | 87                  | 109                 | 75 ·                | 40 PdBG     | 48       | 32 ·   |
| Lega Nord | 10                  | 107 (PdL)           | 107 (PdL)           | 117                 | 62                  | 60 (PdL)    | 60 (PdL) | 35     |
| CCD | (6 in FI)           | 7 PdL               | 21                  | 27                  | 27                  | 2 PdL       | 12       | 12     |
| CCD | (6 in FI)           | 13 PdBG             | 21                  | 27                  | 27                  | 10 PdBG     | 12       | 12     |
| CCD | (6 in FI)           | 1 FI-CCD-UDC-PLD    | 21                  | 27                  | 27                  |             | 12       | 12     |
| Lista Pannella - Riformatori | -                   | 6 (PdL)             | 6 (PdL)             | 6                   | 1                   | 1 (L.Pann.) | 2        | 2      |
| Lista Pannella - Riformatori | -                   | 6 (PdL)             | 6 (PdL)             | 6                   | 1                   | 1 (PdL)     | 2        | 2      |
| |                     |                     |                     |                     |                     |             |          |        |
| Partito Democratico della Sinistra | 37 (2 dei CS)       | 79                  | 79                  | 114                 | 7                   | 68          | 68       | 4      |
| Rifondazione Comunista | 12                  | 27                  | 27                  | 39                  | 4                   | 18          | 18       | 2      |
| Alleanza Democratica | -                   | 17                  | 17                  | 17                  | 17                  | 8           | 8        | 8      |
| Partito Socialista Italiano | -                   | 16                  | 16                  | 16                  | 76                  | 9           | 9        | 40     |
| Federazione dei Verdi | -                   | 11                  | 11                  | 11                  | 5                   | 7           | 7        | 3      |
| La Rete | -                   | 8                   | 8                   | 8                   | 4                   | 6           | 6        | 3      |
| Cristiano Sociali | (2 nel PDS)         | 6                   | 6                   | 8                   | 8                   | 6           | 6        | 6      |
| |                     |                     |                     |                     |                     |             |          |        |
| Partito Popolare Italiano | 29                  | 4                   | 4                   | 33                  | 173 ·               | 31          | 31       | 76 ·   |
| Patto Segni | 13                  | -                   | -                   | 13                  | 13                  | -           | -        | -      |
| |                     |                     |                     |                     |                     |             |          |        |
| Südtiroler Volkspartei | -                   | 3                   | 3                   | 3                   | -                   | 3           | 3        | -      |
| Lega d'Azione Meridionale | -                   | 1                   | 1                   | 1                   | 1                   | -           | -        | -      |
| Vallée d'Aoste | -                   | 1                   | 1                   | 1                   | -                   | 1           | 1        | -      |
| Lega Alpina Lumbarda | -                   | -                   | -                   | -                   | -                   | 1           | 1        | -      |
| Gruppo Magris | -                   | -                   | -                   | -                   | -                   | 1           | 1        | 1      |
| Totale | 155                 | 475                 | 475                 | 630                 | [ 17 ]              | 315         | 315      | [ 18 ] |

### Seggi per collegamento di liste alla Camera dei deputati
| Gruppi e liste collegate                  | Numero di collegamenti | Seggi proclamati |
| ----------------------------------------- | ---------------------- | ---------------- |
| Progressisti                              | 469                    | 164              |
| PDS-PRC-Verdi-PSI-La Rete-AD              | 193                    | 63               |
| PDS-PRC-Verdi-PSI-La Rete                 | 43                     | 10               |
| PDS-PRC-Verdi-PSI-AD                      | 102                    | 63               |
| PDS-PRC-Verdi-PSI                         | 25                     | 1                |
| PDS-PRC-PSI-La Rete-AD                    | 11                     | 1                |
| PDS-PRC-PSI-AD                            | 18                     | 7                |
| PDS-PRC-AD                                | 14                     | 4                |
| PDS-Verdi-PSI                             | 5                      | 4                |
| PDS-La Rete-AD                            | 20                     | 4                |
| PDS-La Rete                               | 24                     | -                |
| PDS-Patto di Solidarietà                  | 3                      | 1                |
| PRC                                       | 3                      | 2                |
| Verdi-AD                                  | 5                      | 2                |
| PSI                                       | 1                      | 1                |
| La Rete                                   | 2                      | 1                |
| Polo delle Libertà                        | 235                    | 164              |
| Forza Italia-Lega Nord                    | 204                    | 161              |
| Forza Italia                              | 13                     | 2                |
| Lega Nord                                 | 18                     | 1                |
| Patto per l'Italia                        | 461                    | 4                |
| Partito Popolare Italiano                 | 343                    | 4                |
| Patto Segni                               | 100                    | -                |
| PPI-Patto Segni                           | 7                      | -                |
| Autonomia Socialista                      | 5                      | -                |
| Movimento Liberaldemocratici e Socialisti | 3                      | -                |
| Socialdemocrazia per le Libertà           | 2                      | -                |
| PPI-Socialdemocrazia per le Libertà       | 1                      | -                |
| Polo del Buon Governo                     | 188                    | 129              |
| Forza Italia-Alleanza Nazionale           | 154                    | 106              |
| Alleanza Nazionale                        | 34                     | 23               |
| Alleanza Nazionale                        | 280                    | 8                |
| Forza Italia                              | 43                     | 1                |
| Südtiroler Volkspartei                    | 4                      | 3                |
| Lega d'Azione Meridionale                 | 7                      | 1                |
| Collegio Valle d'Aosta                    | -                      | 1                |
| TOTALE                                    |                        | 475              |

## Analisi territoriale del voto
| Distribuzione del voto di lista alla Camera dei deputati | Distribuzione del voto di lista alla Camera dei deputati |
| -------------------------------------------------------- | -------------------------------------------------------- |
|                                                          |                                                          |
| Distribuzione del voto per comune                        | Distribuzione del voto per provincia                     |

Il Polo delle Libertà e il Polo del Buon Governo, le coalizioni di centrodestra guidate da Silvio Berlusconi conquistano le regioni: Abruzzo (province di Chieti e dell'Aquila), Campania (tranne le province di Avellino e Napoli), Friuli-Venezia Giulia, Lazio (tranne la Provincia di Viterbo), Liguria (province di Imperia e Savona), Lombardia (tranne la Provincia di Mantova), Molise, Piemonte, Puglia, Sardegna (province di Cagliari e Oristano) e Sicilia.
Silvio Berlusconi vince anche nelle province di Piacenza (Emilia-Romagna), di Lucca (Toscana), di Reggio Calabria (Calabria) e di Trento (Trentino-Alto Adige).
Il bacino dei consensi ai Poli delle Libertà e del Buon Governo corrisponde in buona parte a quello dell'ex Democrazia Cristiana.
L'Alleanza dei Progressisti di Achille Occhetto ottiene la vittoria nelle regioni: Basilicata, Calabria (tranne la Provincia di Reggio Calabria), Emilia-Romagna (tranne la Provincia di Piacenza), Liguria (province di Genova e La Spezia), Marche, Toscana (tranne la Provincia di Lucca) e Umbria.
Achille Occhetto vince anche nelle province di Pescara e Teramo (Abruzzo), di Napoli (Campania), di Mantova (Lombardia), di Nuoro (Sardegna) e di Viterbo (Lazio).
Il bacino dei consensi all'Alleanza dei progressisti corrisponde in buona parte a quello dell'ex Partito Comunista Italiano.
Il Patto Segni di Mariotto Segni vince soltanto nelle province di Sassari (Sardegna) e di Avellino (Campania).
Tra le formazioni presentatesi su scala locale, va segnalata la lista Programma Italia, promossa dal deputato uscente Ugo Grippo e presente nelle circoscrizioni Campania 1 (2,06%) e Puglia (4,89%).

## Conseguenze del voto
Dopo l'elezione dei Presidenti delle Camere, il 10 maggio 1994 si formò un governo presieduto da Silvio Berlusconi, in cui quasi tutti i ministeri furono affidati a esponenti dei partiti delle coalizioni di cui era leader. L'esecutivo era composto da 25 ministri. Perché entrasse in carica, servirono al Senato i voti di alcuni senatori a vita, mentre alla Camera l'ampia maggioranza permise facilmente l'ottenimento della fiducia. Al Senato quattro senatori popolari (Vittorio Cecchi Gori, Nuccio Cusumano, Luigi Grillo e Tomaso Zanoletti) uscirono dall'aula al momento del voto, facendo abbassare il quorum a 158 voti, e il governo ottenne la fiducia con 159 voti a favore, 153 contro e 2 astenuti (Giovanni Spadolini e Paolo Emilio Taviani).
Il nuovo governo fu visto negativamente dalla stampa estera non tanto per la coesistenza nella stessa persona (caso unico nelle democrazie occidentali) del potere politico e di un grande potere economico associato a un semimonopolio televisivo, quanto per un eventuale pericolo di rinascita del fascismo: il Parlamento europeo approvò con un solo voto favorevole in più  (189 voti favorevoli e 188 contrari) una mozione voluta dai socialisti che, sia pure in termini sfumati, esprimevano ansia per le sorti della democrazia in Italia, cui il Presidente della Repubblica Italiana Oscar Luigi Scalfaro replicò che l'Italia non aveva bisogno di maestri.
Nonostante il successo elettorale, si trattò di un governo fragile a causa di alcune frizioni tra Forza Italia e la Lega Nord, in particolare sulla riforma delle pensioni osteggiata dai leghisti; proprio per la sfiducia da quest'ultima decretata appena sette mesi dopo l'entrata in carica dell'esecutivo, si venne a formare un governo tecnico presieduto dall'indipendente Lamberto Dini (titolare del Tesoro durante il governo precedente) e sostenuto – in appoggio esterno – dalla Lega Nord e dai partiti di centrosinistra usciti sconfitti dalle urne, con 302 voti favorevoli, 270 astenuti (coalizione di centrodestra) e 39 contrari (PRC).